# 花見台 (横浜市)
花見台（はなみだい）は、神奈川県横浜市保土ケ谷区の地名。住居表示が実施されているが「丁目」の設定のない単独町名である。

## 地理
保土ケ谷区の中央部に位置し、東は明神台、西は仏向町、南は初音ケ丘・桜ケ丘、北は星川3丁目に接する。町域の大半を神奈川県立保土ケ谷公園が占め、サッカー場や保土ケ谷球場がある。

## 歴史

### 町名の由来
町名は、桜の名所であったこと、また同時期に新設された初音ケ丘、霞台、桜ケ丘と同様に瑞祥地名として名付けられた。

### 沿革
古くは橘樹郡下星川村の一部で、1889年（明治22年）4月1日に和田村と合併して宮川村、1909年（明治42年）4月1日には保土ケ谷町と合併して保土ケ谷町大字下星川となる。
- 1927年（昭和2年）4月1日に横浜市に編入。同年10月1日に区制が施行され、保土ケ谷区の一部となる。
- 1940年11月1日に保土ケ谷区星川町字大久保、花溝などの区域から花見台が新設された[8]。
- 1993年（平成5年）10月18日には住居表示が実施されている[9]。

## 世帯数と人口
2025年（令和7年）6月30日現在（横浜市発表）の世帯数と人口は以下の通りである。
| 町丁   | 世帯数  | 人口  |
| ------ | ------- | ----- |
| 花見台 | 225世帯 | 416人 |

### 人口の変遷
国勢調査による人口の推移。
| 年                 | 人口 |
| ------------------ | ---- |
| 1995年（平成7年）  | 199  |
| 2000年（平成12年） | 558  |
| 2005年（平成17年） | 495  |
| 2010年（平成22年） | 488  |
| 2015年（平成27年） | 438  |
| 2020年（令和2年）  | 435  |

### 世帯数の変遷
国勢調査による世帯数の推移。
| 年                 | 世帯数 |
| ------------------ | ------ |
| 1995年（平成7年）  | 76     |
| 2000年（平成12年） | 214    |
| 2005年（平成17年） | 204    |
| 2010年（平成22年） | 208    |
| 2015年（平成27年） | 203    |
| 2020年（令和2年）  | 210    |

## 学区
市立小・中学校に通う場合、学区は以下の通りとなる（2024年11月時点）。
| 番・番地等 | 小学校             | 中学校                 |
| ---------- | ------------------ | ---------------------- |
| 1〜3番     | 横浜市立桜台小学校 | 横浜市立岩崎中学校     |
| 4番        | 横浜市立星川小学校 | 横浜市立保土ケ谷中学校 |

## 事業所
2021年（令和3年）現在の経済センサス調査による事業所数と従業員数は以下の通りである。
| 町丁   | 事業所数 | 従業員数 |
| ------ | -------- | -------- |
| 花見台 | 8事業所  | 104人    |

### 事業者数の変遷
経済センサスによる事業所数の推移。
| 年                 | 事業者数 |
| ------------------ | -------- |
| 2016年（平成28年） | 7        |
| 2021年（令和3年）  | 8        |

### 従業員数の変遷
経済センサスによる従業員数の推移。
| 年                 | 従業員数 |
| ------------------ | -------- |
| 2016年（平成28年） | 20       |
| 2021年（令和3年）  | 104      |

## その他

### 日本郵便
- 郵便番号 : 240-0017[3]（集配局：保土ヶ谷郵便局[19]）

### 警察
町内の警察の管轄区域は以下の通りである。
| 番・番地等 | 警察署         | 交番・駐在所 |
| ---------- | -------------- | ------------ |
| 全域       | 保土ケ谷警察署 | 花見台交番   |